# Néia
Néia - Нея (rus) - és una ciutat de l'óblast de Kostromà, a Rússia.

## Història
La fundació de Néia es deu a la construcció de l'estació de tren de Néia, oberta el 1906 per al Transsiberià. Néia accedí a l'estatus de vila urbana el 1926 i al de ciutat el 1958.